# Nakşidil Sultan
Nakşidil Sultan (turco ottomano: نقش دل سلطان, lett. "ricamato sul cuore"; Georgia, c. 1761 – Istanbul, 22 agosto 1817), anche nota come Nakşidil Kadın e Nakşi, è stata una consorte del sultano ottomano Abdul Hamid I, madre e Valide Sultan di Mahmud II.

## Origini
Era, con buona probabilità, una schiava di origine georgiana o caucasica, cresciuta fin da piccolissima da Esma Sultan, figlia di Ahmed III e sorellastra di Abdülhamid I, che la educò come islamica ottomana.

Leggenda sull'identità
Per lungo tempo, si è creduto alla diffusa leggenda sul fatto che, in realtà, fosse Aimée du Buc de Rivéry, scomparsa in mare nel 1788 e lontana cugina dell'ex imperatrice Giuseppina, moglie di Napoleone Bonaparte. Secondo questo mito, Aimée du Buc de Rivéry fu catturata dai pirati barbareschi e venduta come concubina dell'harem. Miti su principesse francesi rapite e portate nell'harem imperiale ottomano erano numerosi, antichi (risalenti addirittura alla presa di Costantinopoli) e molto popolari, creati per giustificare con una leggendaria parentela alleanze più o meno temporanee fra i due paesi, o, al contrario, per creare ostilità verso l'impero ottomano in Francia da una parte e per sfregiare la monarchia francese dall'altra (rivendicare personalità europee importanti, così come figlie di preti, come concubine e madri di sultani era un modo diffuso nell'impero per propagandare la superiorità ottomana nei confronti dell'Europa). Nel caso specifico, il mito delle origini francesi di Nakşidil (la quale introdusse a corte usanze occidentali e ispirò il figlio a promuovere riforme liberali in tal senso) potrebbe essere stato ripreso per dipingere un'immagine arretrata degli ottomani, mostrando un popolo incapace di modernizzarsi e progredire, al punto di aver bisogno dell'aiuto di una schiava europea. Tuttavia, questa potrebbe essere una lettura revisionistica, perché, 50 dopo la morte di Nakşidil, l'imperatore Napoleone III (nipote di Giuseppina) e il sultano Abdulaziz (nipote di Nakşidil), in visita a Parigi, ripresero questa leggenda, dichiarando in maniera entusiasta alla stampa che le loro nonne erano imparentate.

## Consorte Imperiale
Di ottima educazione sia ottomana che occidentale, Nakşidil divenne dama di corte di Esma Sultan, figlia di Ahmed III e sorellastra preferita di Abdul Hamid I. Lì fu notata dal sultano e, nel 1782, entro nell'harem di Abdul Hamid I con il rango di "Settima Consorte" e il titolo di Kadinefendi (in realtà, fu la sua nona consorte, ma due delle precedenti erano già morte al momento della sua entrata nell'harem).
Nei quattro anni successivi, mise al mondo due figli e una figlia, di cui solo uno, Şehzade Mahmud (il futuro Mahmud II), sopravvisse all'infanzia.

Come consorte, contribuì a introdurre e a rendere popolari a corte molte usanze europee, soprattutto francesi, che in quel periodo stavano avendo grande successo sia in Europa che altrove (cosa che alimentò il mito delle sue origini di nobildonna francese).

Con la morte di Abdul Hamid I nel 1789, Nakşidil dovette ritirarsi nel Palazzo Vecchio col figlio, mentre Selim III, figlio di Mustafa III, il quale era a sua volta fratello di Abul Hamid I. (Vedi Dinastia ottomana), salì al trono.

## Valide Sultan
Nel 1807, Selim III fu deposto e sostituito da Mustafa IV, figlio di Abdul Hamid I e Sineperver Kadin, che lo fece uccidere. Nakşidil si trovò coinvolta nelle lotte per il trono quando il nuovo sultano cercò di uccidere anche suo figlio Mahmud. Nakşidil, con l'aiuto di una delle sue ancelle di nome Cevri Kalfa, che rallentò di assassini gettando loro negli occhi braci ardenti, salvò il figlio dal fratellastro, permettendo quindi a Mahmud di deporre e uccidere Mustafa e salire al trono come Mahmud II. Nakşidil divenne così, nel 1808, Valide Sultan dell'impero ottomano. La sua processione d'insediamento nell'harem come Sultana Madre fu l'ultima della storia. Continuò a promuovere uno stile di vita alla francese, arredando le sue stanze e vestendosi in quello stile e rendendo popolare il francese come lingua, che lei stessa aveva insegnato al figlio e che ora promosse come parte dell'educazione dei principi e delle principesse. È considerata l'ispiratrice di molte delle riforme liberali del figlio e fu suo il suggerimento di spostare la residenza imperiale dal Palazzo di Topkapı a Palazzo di Beşiktaş. 

## Morte
Nel 1816 Nakşidil si ammalò gravemente. I medici chiamati al suo capezzale furono incapaci di curarla e la Sultana Madre morì il 22 agosto 1817, nel Palazzo Beşiktaş, probabilmente di tubercolosi.

Negli archivi del Palazzo di Topkapı sono conservati i documenti relativi al suo funerale.
 
Fu sepolta nel suo mausoleo all'interno della Moschea di Fatih, a Istanbul. 

## Discendenza
Da Abdul Hamid I, Nakşidil ha avuto due figli e una figlia:
- Şehzade Murad Seyfullah (22 ottobre 1783, Palazzo di Topkapı - 21 gennaio 1785, Palazzo di Topkapı)
- Mahmud II (20 luglio 1785, Palazzo di Topkapı - 1 luglio 1839, Palazzo di Topkapı. Sepolto nel Mausoleo di Mahmud II)
- Saliha Sultan (27 novembre 1786, Palazzo di Topkapı - 10 aprile 1788, Palazzo di Topkapı)